# Soboš
Soboš este o comună slovacă, aflată în districtul Svidník din regiunea Prešov. Localitatea se află la altitudinea de 216 m deasupra n.m., se întinde pe o suprafață de 7,17 km2 și în 2017 număra 140 de locuitori.

## Istoric
Localitatea Soboš este atestată documentar din 1390.

## Demografie
| An:                | 1994 | 2004   | 2014   | 2024   |
| ------------------ | ---- | ------ | ------ | ------ |
| Număr de persoane: | 144  | 132    | 140    | 141    |
| Diferență:         |      | −8,33% | +6,06% | +0,71% |

| An:                | 2023 | 2024   |
| ------------------ | ---- | ------ |
| Număr de persoane: | 138  | 141    |
| Diferență:         |      | +2,17% |